# Brixidia haglundi
Brixidia haglundi är en insektsart som beskrevs av Frederick Arthur Godfrey Muir 1923. Brixidia haglundi ingår i släktet Brixidia och familjen kilstritar. Inga underarter finns listade i Catalogue of Life.